# Smilax cinnamomea
Smilax cinnamomea là một loài thực vật có hoa trong họ Smilacaceae. Loài này được Desf. ex A.DC. miêu tả khoa học đầu tiên năm 1878.